# 鶴田一白
鶴田 一白（つるた かずしろ（「いっぱく」との記載もあり）、1925年11月20日 - 没年不詳）は、日本の実業家。

## 経歴
弁護士鶴田英夫の二男として福岡県に生まれる。1943年福岡県中学修猷館を経て、1950年明治大学商学部を卒業。
1952年日本オイルシール工業（現・NOK）に入社。1964年大阪支店長、1968年大阪支社長兼営業三部長、1969年営業一部長を経て、同年取締役に就任。1977年1月常務取締役、同年2月人事本部長となり、1979年4月専務取締役。
1979年6月イーグル工業副社長を経て、1980年12月同社長に就任。